# Bài ca khinh kị binh
Bài ca khinh kị binh (tiếng Nga: Гусарская баллада) là một bộ phim ca nhạc, có phần khôi hài của đạo diễn Eldar Ryazanov, ra mắt năm 1962.
Truyện phim dựa theo vở kịch Một thời đã qua của nhà viết kịch Aleksandr Gladkov.

## Nội dung
Trong lễ đính ước mùa hè năm 1812, hôn thê của thiếu úy khinh kị Dmitry Rzhevsky không đến, nên khi gặp lại nhau chàng tỏ ra chẳng vui vẻ gì. Cô gái ấy không kiểu cách, nũng nịu như tưởng mà lại mê cưỡi ngựa và đấu kiếm. Để đáp lại thành kiến của chàng về mình, nàng đã giả trang để gia nhập quân đoàn Kutuzov, từ đó dần chiếm trọn trái tim người ấy.

## Diễn viên
- Larisa Golubkina — Shurochka Azarova / Sĩ quan tiên phong Azarov
- Yury Yakovlev — Trung úy Dmitry Rzhevsky

## Ê-kíp
- Thiết kế sản xuất: Mikhail Bogdanov, Gennady Myasnikov
- Phục trang: Olga Kruchinina
- Hóa trang: Olga Struntsova
- Âm thanh: Valery Popov